# Giselle Rufer Delance
Giselle Rufer, née à Pont-sur-Yonne le 1er juin 1946, est une entrepreneuse franco-suisse.

## Biographie
Giselle Rufer s'installe avec sa famille en Suisse dans le canton du Jura, à Porrentruy, en 1949. En 1961 elle arrête l'école pour travailler dans le commerce familial. Apprentie, elle prépare un diplôme de commerce qu'elle obtiendra trois ans plus tard. En 1964, elle prépare le concours d'admission pour l'École des Beaux Arts de Paris, sans le présenter.
Elle travaille ensuite pendant plusieurs années comme gérante du commerce familial, puis se marie en 1968, et habite à Lausanne où son mari est assistant de recherche à l'École polytechnique de l'université de Lausanne. Elle s'inscrit au gymnase du soir à Lausanne afin de préparer sa maturité qu'elle obtient en 1973. Elle entreprend des études d'art à l'université de Berne sous la direction du professeur et artiste peintre Gottfried Tritten[réf. nécessaire].
En 1982, à l'âge de 36 ans, elle entreprend des études d'ingénierie informatique à la Haute école de Bienne. Elle y obtient son diplôme en 1986, devenant la première femme suisse ingénieure en informatique. Elle travaille quelques mois comme ingénieure, puis est engagée par ETA, une filiale du Swatch Group, pour lancer les montres pour enfants Flik Flak.
Après avoir suivi une formation de création d'entreprise, elle crée Delance Swiss Watches en 1996, une ligne de montres pour femmes, devenant ainsi la première femme à avoir créé une marque horlogère.

## Engagement pour les femmes
Dès son arrivée à Bienne en 1972, elle s'engage d'abord pour la cause des femmes, et en particulier en faveur du droit à l'avortement. Elle participe à un projet de création d'un centre d'information sexuelle et de consultation pour les femmes, le CISC, qui ne voit pas le jour à l'époque.[réf. nécessaire].
Sur un plan professionnel, elle s'engage dans des programmes de création d'entreprise et d'indépendance des femmes. et donne des conférences en Suisse,, et dans le monde, notamment pour soutenir et encourager les femmes cheffes d'entreprises. Elle est aussi active à Bienne en tant que membre du comité de FRAC et en Suisse romande, en tant que membre du jury « Génération Entrepreneur 2016 ». Giselle Rufer fait partie de WEConnect, de BPW International et d'autres réseaux de femmes entrepreneures en Suisse et à l'étranger.[réf. nécessaire].

## Prix et distinctions
- 1996 : GENILEM Suisse, première femme sélectionnée[14]
- 2000 : Première femme à recevoir l’Oscar d’Or de idée-suisse[15]
- 2004 : Special Recogniation Award par Global Women Inventors and Innovators network Singapore
- 2007 : Femme entrepreneur de l'année, par le Club des femmes entrepreneurs de Genève[16],[17]
- 2012 : Enterprising Women Award, Fort Lauderle, Floride USA - category Up to $1 Million Sales in annual Sales Revenue[18]
- 2012 : Priyadarshini Award à Delhi, « Fédération of Indian Women Entrepreneurs »[19]
- 2016 : Iconic Leaders of the Decade in Technology and Innovation, Women Economic Forum.